# Солсбері Тауншип (округ Лігай, Пенсільванія)
Солсбері Тауншип (англ. Salisbury Township) — селище (англ. township) в США, в окрузі Лігай штату Пенсільванія. Населення — 13 621 особа (2020).

## Демографія
Згідно з переписом 2010 року, у селищі мешкало 13 505 осіб у 5333 домогосподарствах у складі 3832 родин. Було 5595 помешкань
Расовий склад населення:
| - 91,4 % — білих - 2,9 % — чорних або афроамериканців - 1,6 % — азіатів - 2,4 % — осіб інших рас |

До двох чи більше рас належало 1,6 %. Частка іспаномовних становила 6,7 % від усіх жителів.
За віковим діапазоном населення розподілялося таким чином: 18,8 % — особи молодші 18 років, 61,2 % — особи у віці 18—64 років, 20,0 % — особи у віці 65 років та старші. Медіана віку мешканця становила 46,8 року. На 100 осіб жіночої статі у селищі припадало 99,1 чоловіків;  на 100 жінок у віці від 18 років та старших — 96,5 чоловіків також старших 18 років.
Середній дохід на одне домашнє господарство  становив 88 334 долари США (медіана — 70 290), а середній дохід на одну сім'ю — 102 241 долар (медіана — 84 428). Медіана доходів становила 55 313 долари для чоловіків та 37 422 долари для жінок. За межею бідності перебувало 6,0 % осіб, у тому числі 8,6 % дітей у віці до 18 років та 5,0 % осіб у віці 65 років та старших.
Цивільне працевлаштоване населення становило 6628 осіб. Основні галузі зайнятості: освіта, охорона здоров'я та соціальна допомога — 28,6 %, роздрібна торгівля — 13,5 %, виробництво — 10,5 %, науковці, спеціалісти, менеджери — 9,3 %.